# 李前伴
李前伴，湖南湘乡人，是一名清朝政治人物。荫生出身。
李前伴曾于1894年接替钱志澄任青浦县知县一职，1895年由汪瑞曾接任。